# Joe Cronin
Joseph Edward Cronin (San Francisco, California, 12 de octubre de 1906-Barnstable, Massachusetts, 7 de septiembre de 1984), más conocido como Joe Cronin, fue un jugador profesional estadounidense de béisbol que se desempeñó en la posición de campocorto en las Grandes Ligas de Béisbol (MLB). Es miembro del Salón de la Fama del Béisbol.

## Carrera
Cronin jugó como profesional dos temporadas en Pittsburgh Pirates (1926-1927), después pasó a Washington Senators (1928-1934), luego a Boston Red Sox, donde jugó once temporadas (1935-1945), y fue el equipo en el que se retiró.

## Reconocimiento
En 1956, ingresó como miembro al Salón de la Fama del Béisbol.